# Alex Kacelnik
Alejandro « Alex » Kacelnik (né le 14 décembre 1946) est un zoologiste argentin - britannique, professeur d'écologie comportementale à l'Université d'Oxford et EP Abraham Fellow du Pembroke College d'Oxford.

## Carrière
Kacelnik dirige le groupe de recherche en Écologie comportementale à Oxford. Auteur de plus de 200 publications évaluées par des pairs, ses recherches portent sur l'évolution du comportement et la modélisation mathématique. Ses travaux utilisent une approche interdisciplinaire, combinant des données et des méthodes issues de la zoologie, de la psychologie et de la théorie économique. En 2011, Kacelnik est honoré par la Comparative Cognition Society pour ses contributions au domaine de la cognition animale. Il reçoit également le prix Cogito pour la recherche interdisciplinaire reliant les sciences naturelles et sociales, partagé avec le professeur Ernst Fehr de l'Université de Zurich, la médaille de Robertis de la Société argentine de neurosciences et le prix Raíces (« Racines ») pour ses contributions aux collaborations internationales entre scientifiques argentins et autres.
Kacelnik est surtout connu pour ses recherches sur la fabrication et l'utilisation d'outils chez les corbeaux de Nouvelle-Calédonie. Cependant, ses recherches portent sur de nombreuses autres espèces animales, en particulier les étourneaux et les vachers, et il apporte de nombreuses contributions à la théorie de la recherche optimale de nourriture, aux mécanismes de prise de décision animale et au parasitisme des couvées.